# James Geikie

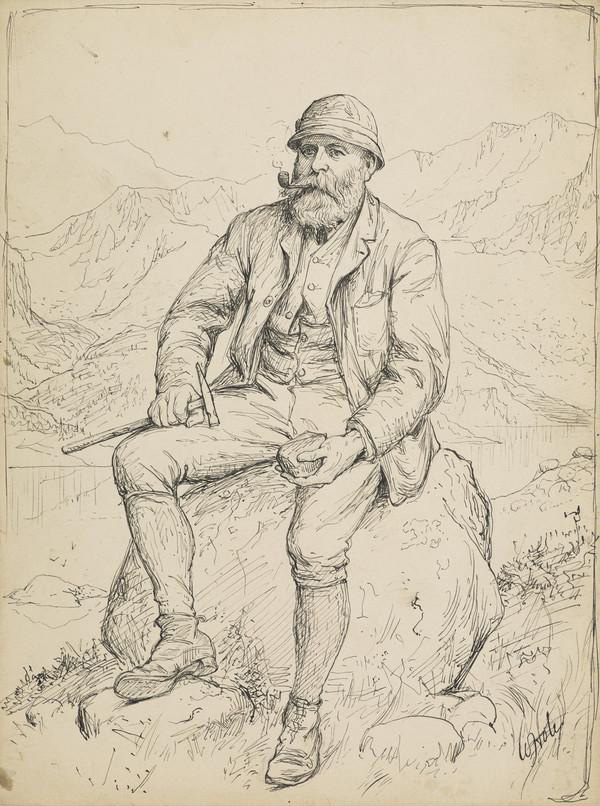
James Geikie, ilustracja autorstwa Williama Hole'a z 1884

James Geikie (ur. 23 sierpnia 1839 w Edynburgu, zm. 1 stycznia 1915 tamże) - szkocki geolog. W latach 1882–1914 wykładał geologię na Uniwersytecie Edynburskim.
Syn Jamesa Stuarta i Isabelli z domu Thom. Młodszy brat Archibalada. Członek Królewskiego Towarzystwa Edynburga, Królewskiego Szkockiego Towarzystwa Geograficznego oraz Nowojorskiej Akademii Nauk. Laureat Medalu Murchisona oraz Nagrody im. Makdougalla Brisbane.